# Master Celebrations
Master Celebrations è una raccolta dei maggiori successi della punk rock band svedese No Fun At All realizzata dalla Epitaph Records dopo lo scioglimento della band avvenuto nel 2001. Tutte le canzoni sono prese dai quattro album della band, tutti pubblicati dalla svedese Burning Heart Records, ad eccezione delle ultime tre tracce, registrate per l'occasione con la collaborazione di Nikola Sarcevic dei Millencolin.

## Tracce
1. Master Celebrator
2. Suicide Machine
3. Strong And Smart
4. Out Of Bounds
5. I Won't Believe You
6. Wow And I Say Wow
7. Celestial Q&A
8. In A Rhyme
9. Stranded
10. Beachparty
11. Should Have Known
12. Lose Another Friend
13. Where's The Truth
14. Believers
15. My Extraordinary Mind
16. Beat 'em Down
17. Vision
18. Talking to Remind Me
19. Catch Me Running Round
20. Growing Old, Growing Cold
21. Second Best
22. Aftermath
23. Lovely Ordeal
24. Alcohol

## Formazione
- Ingemar Jansson - voce
- Stefan Neuman - chitarra e basso
- Christer Johansson - chitarra
- Henrik Sunvisson - basso e cori
- Mikael Danielsson - basso, chitarra e cori
- Kjell Ramstedt - batteria

### Altri musicisti
- Jimmie Olsson - cori
- Nikola Sarcevic - voce e cori
- Magnus Larnhed - voce e cori